# Lista de representantes da Polônia ao Oscar de melhor filme internacional

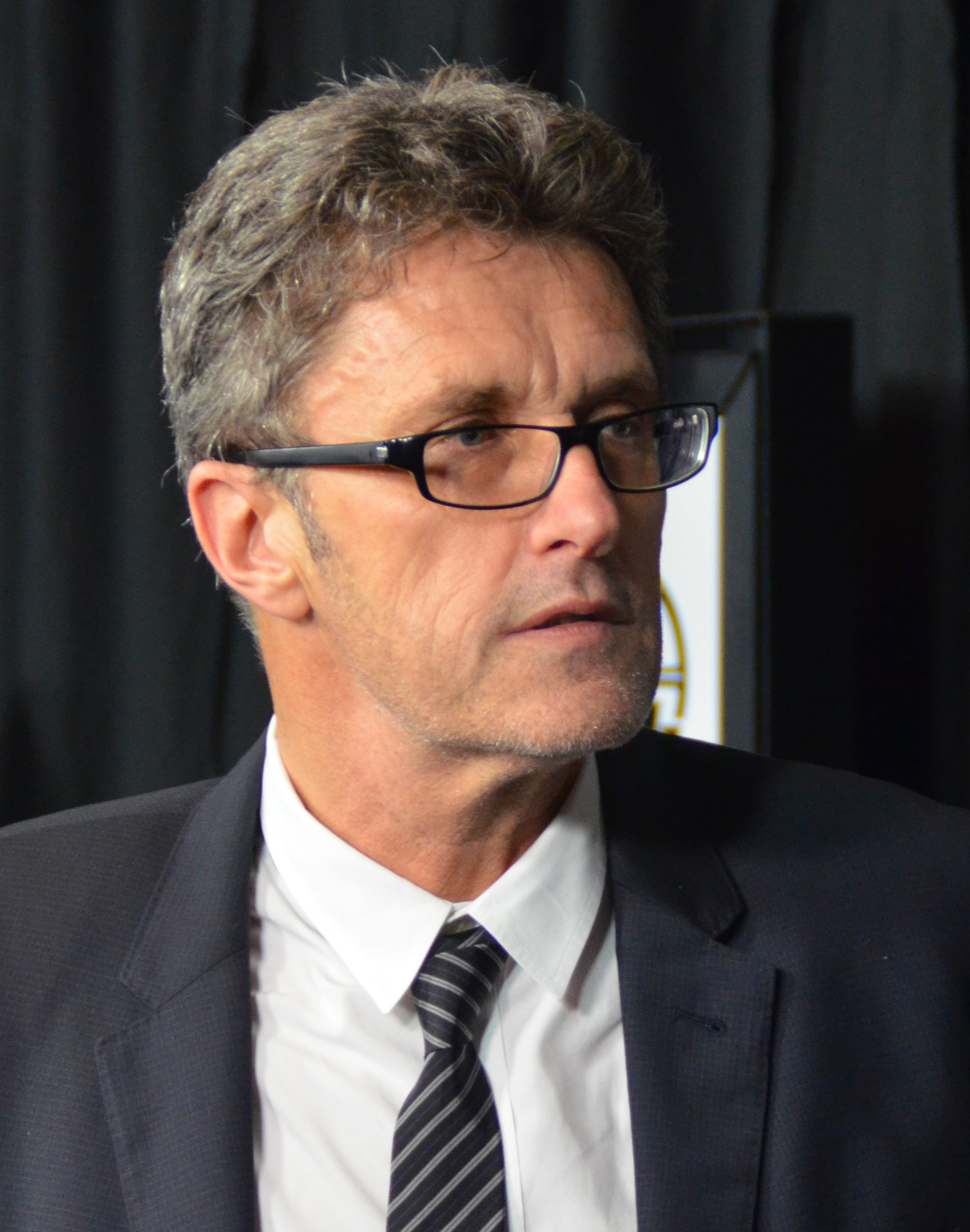
Pawel Pawlikowski dirigiu Ida (2013), o primeiro filme a vencer o prêmio para a Polônia.

A Polônia tem enviado filmes ao Oscar de melhor filme internacional regularmente desde 1963. A premiação é entregue anualmente pela Academia de Artes e Ciências Cinematográficas dos Estados Unidos a um longa-metragem produzido fora dos Estados Unidos que contenha diálogo majoritariamente em qualquer idioma, menos em inglês.
Até 2023, 55 filmes poloneses foram inscritos para o prêmio. Treze foram indicados ao Oscar de Melhor Filme Internacional, com Ida vencendo em 2015.

## Filmes
A Academia de Artes e Ciências Cinematográficas convida as indústrias cinematográficas de vários países a enviar seus melhores filmes para o Oscar de Melhor Filme Internacional desde 1956. O Comitê de Filmes Internacionais dirige o processo e revê todos os filmes enviados. Depois disso, eles votam via voto secreto para determinar os cinco indicados para o prêmio. Antes da premiação ser criada, o Conselho de Governadores da Academia votava em um filme todo ano que era considerado o melhor filme de língua estrangeira lançado nos Estados Unidos e não havia enviados.
A lista abaixo contém os filmes enviados pela Polônia para análise da Academia.
| Ano (Cerimônia) | Título original                                         | Título em português                                    | Diretor(a)                           | Resultado    |
| --------------- | ------------------------------------------------------- | ------------------------------------------------------ | ------------------------------------ | ------------ |
| 1963 (36ª)      | Nóż w wodzie                                            | A Faca na Água                                         | Roman Polanski                       | Indicado     |
| 1964 (37ª)      | Pasażerka                                               | A Passageira                                           | Andrzej Munk e Witold Lesiewicz      | Não indicado |
| 1966 (39ª)      | Faraon                                                  | Faraó                                                  | Jerzy Kawalerowicz                   | Indicado     |
| 1968 (41ª)      | Żywot Mateusza                                          |                                                        | Witold Leszczyński                   | Não indicado |
| 1969 (42ª)      | Wszystko na sprzedaż                                    | Tudo à Venda                                           | Andrzej Wajda                        | Não indicado |
| 1970 (43ª)      | Sól ziemi czarnej                                       |                                                        | Kazimierz Kutz                       | Não indicado |
| 1971 (44ª)      | Życie rodzinne                                          | Vida em Família                                        | Krzysztof Zanussi                    | Não indicado |
| 1972 (45ª)      | Perła w koronie                                         |                                                        | Kazimierz Kutz                       | Não indicado |
| 1973 (46ª)      | Kopernik                                                |                                                        | Ewa Petelska e Czesław Petelski      | Não indicado |
| 1974 (47ª)      | Potop                                                   |                                                        | Jerzy Hoffman                        | Indicado     |
| 1975 (48ª)      | Ziemia obiecana                                         | Terra Prometida                                        | Andrzej Wajda                        | Indicado     |
| 1976 (49ª)      | Noce i dnie                                             |                                                        | Jerzy Antczak                        | Indicado     |
| 1977 (50ª)      | Barwy ochronne                                          | Mimetismo                                              | Krzysztof Zanussi                    | Não indicado |
| 1978 (51ª)      | Śmierć prezydenta                                       |                                                        | Jerzy Kawalerowicz                   | Não indicado |
| 1979 (52ª)      | Panny z Wilka                                           | As Senhoritas de Wilko                                 | Andrzej Wajda                        | Indicado     |
| 1980 (53ª)      | Olimpiada 40                                            |                                                        | Andrzej Kotkowski                    | Não indicado |
| 1981 (54ª)      | Człowiek z żelaza                                       | O Homem de Ferro                                       | Andrzej Wajda                        | Indicado     |
| 1985 (58ª)      | Yesterday                                               |                                                        | Radosław Piwowarski                  | Não indicado |
| 1986 (59ª)      | Siekierezada                                            |                                                        | Witold Leszczyński                   | Não indicado |
| 1987 (60ª)      | Bohater roku                                            |                                                        | Feliks Falk                          | Não indicado |
| 1988 (61ª)      | Krótki film o miłości                                   | Não Amarás                                             | Krzysztof Kieślowski                 | Não indicado |
| 1989 (62ª)      | Kornblumenblau                                          |                                                        | Leszek Wosiewicz                     | Não indicado |
| 1990 (63ª)      | Korczak                                                 | As Duzentas Crianças do Dr. Korczak                    | Andrzej Wajda                        | Não indicado |
| 1991 (64ª)      | Podwójne życie Weroniki                                 | A Dupla Vida de Véronique                              | Krzysztof Kieślowski                 | Não indicado |
| 1992 (65ª)      | Wszystko, co najważniejsze...                           |                                                        | Robert Gliński                       | Não indicado |
| 1993 (66ª)      | Szwadron                                                |                                                        | Juliusz Machulski                    | Não indicado |
| 1994 (67ª)      | Trois couleurs: Blanc                                   | A Igualdade é Branca                                   | Krzysztof Kieślowski                 | Não indicado |
| 1995 (68ª)      | Wrony                                                   | Corvos                                                 | Dorota Kędzierzawska                 | Não indicado |
| 1996 (69ª)      | Cwał                                                    |                                                        | Krzysztof Zanussi                    | Não indicado |
| 1997 (70ª)      | Historie miłosne                                        |                                                        | Jerzy Stuhr                          | Não indicado |
| 1999 (72ª)      | Pan Tadeusz                                             |                                                        | Andrzej Wajda                        | Não indicado |
| 2000 (73ª)      | Życie jako śmiertelna choroba przenoszona drogą płciową | A Vida Como uma Doença Fatal Sexualmente Transmissível | Krzysztof Zanussi                    | Não indicado |
| 2001 (74ª)      | Quo Vadis                                               |                                                        | Jerzy Kawalerowicz                   | Não indicado |
| 2002 (75ª)      | Edi                                                     |                                                        | Piotr Trzaskalski                    | Não indicado |
| 2003 (76ª)      | Pornografia                                             | Pornografia                                            | Jan Jakub Kolski                     | Não indicado |
| 2004 (77ª)      | Pręgi                                                   |                                                        | Magdalena Piekorz                    | Não indicado |
| 2005 (78ª)      | Komornik                                                |                                                        | Feliks Falk                          | Não indicado |
| 2006 (79ª)      | Z odzysku                                               |                                                        | Sławomir Fabicki                     | Não indicado |
| 2007 (80ª)      | Katyń                                                   | Katyń                                                  | Andrzej Wajda                        | Indicado     |
| 2008 (81ª)      | Sztuczki                                                |                                                        | Andrzej Jakimowski                   | Não indicado |
| 2009 (82ª)      | Rewers                                                  |                                                        | Borys Lankosz                        | Não indicado |
| 2010 (83ª)      | Wszystko, co kocham                                     | Tudo que Eu Amo                                        | Jacek Borcuch                        | Não indicado |
| 2011 (84ª)      | W ciemności                                             | Na Escuridão                                           | Agnieszka Holland                    | Indicado     |
| 2012 (85ª)      | 80 milionów                                             |                                                        | Waldemar Krzystek                    | Não indicado |
| 2013 (86ª)      | Wałęsa. Człowiek z nadziei                              | Walesa                                                 | Andrzej Wajda                        | Não indicado |
| 2014 (87ª)      | Ida                                                     | Ida                                                    | Paweł Pawlikowski                    | Oscar        |
| 2015 (88ª)      | 11 minut                                                | 11 Minutos                                             | Jerzy Skolimowski                    | Não indicado |
| 2016 (89ª)      | Powidoki                                                | Afterimage                                             | Andrzej Wajda                        | Não indicado |
| 2017 (90ª)      | Pokot                                                   | Rastros                                                | Agnieszka Holland                    | Não indicado |
| 2018 (91ª)      | Zimna wojna                                             | Guerra Fria                                            | Paweł Pawlikowski                    | Indicado     |
| 2019 (92ª)      | Boże Ciało                                              | Corpus Christi                                         | Jan Komasa                           | Indicado     |
| 2020 (93ª)      | Śniegu już nigdy nie będzie                             | Nunca Mais Nevará                                      | Małgorzata Szumowska, Michał Englert | Não indicado |
| 2021 (94ª)      | Żeby nie było śladów                                    | Sem Deixar Rastros                                     | Jan P. Matuszyński                   | Não indicado |
| 2022 (95ª)      | Eo                                                      | Eo                                                     | Jerzy Skolimowski                    | Indicado     |